# Baraki (Algieria)
Baraki (arab. بلدية براقي) – miasto w Algierii, w Algier. W 2008 liczyło 116 375 mieszkańców.